# Joe Rudi
Joseph Oden Rudi (Modesto, California, 7 de septiembre de 1946), más conocido como Joe Rudi, es un exjugador profesional estadounidense de béisbol que se desempeñó en la posición de jardinero izquierdo en las Grandes Ligas de Béisbol (MLB). Es poseedor de tres Guantes de Oro.

## Carrera
Rudi jugó como profesional diez temporadas en Oakland Athletics (1967-1976), después pasó a California Angels (1977-1980), luego a Boston Red Sox (1981), posteriormente a Oakland Athletics, donde jugó una temporada (1982), y fue el equipo en el que se retiró.

## Premios
Fue galardonado con el Guante de Oro en tres oportunidades (1974, 1975 y 1976).